# سیارک ۹۵۶۶
سیارک ۹۵۶۶ (به انگلیسی: 9566 Rykhlova، نامگذاری:1987SX17) نه هزار و پانصد و شصت و ششمین سیارک کشف شده‌است که در ۱۸ سپتامبر ۱۹۸۷ کشف شد.
قدر مطلق سیارک برابر ۲۳.۴ است.